# Schneppe (Kleidung)

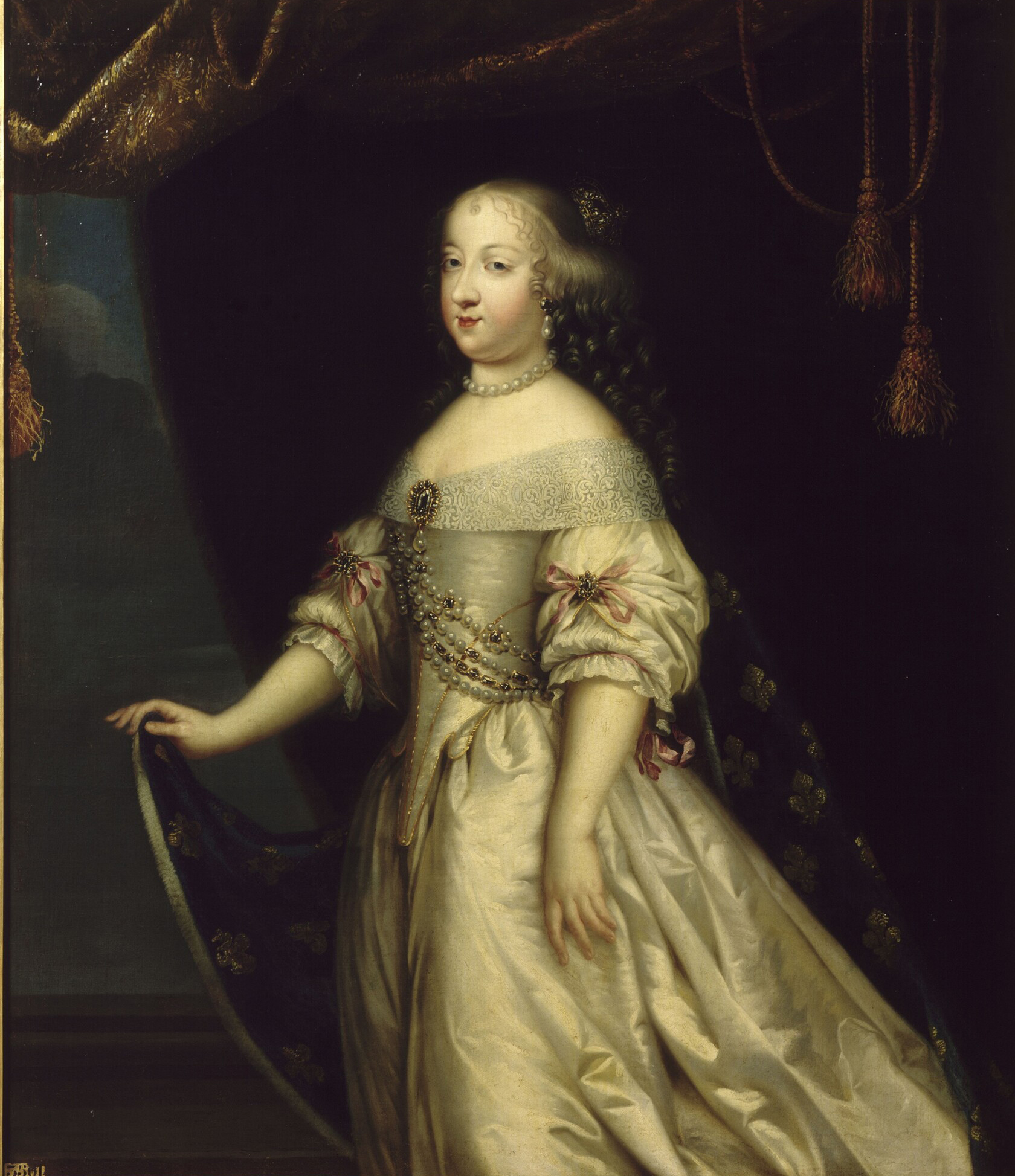
Besonders lange Taillenschneppe an einem Kleid des 17. Jh.

Als Schneppe oder Schnippe (verwandt mit Schnabel) werden verschiedene Kleidungsteile bezeichnet, die spitz zulaufen.
Hierzu gehören z. B. Taillenschneppen, also nach unten weisende Spitzen in der vorderen Mitte von Kleidoberteilen und Schnürbrüsten, die die Taille schmaler erscheinen lassen, wie sie vor allem im 17.–19. Jh. üblich waren, sowie spitz zulaufende Teile von Frauenhauben des 17. und 18. Jahrhunderts.

## Schneppenhauben

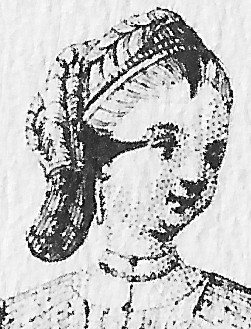
Augsburgerin mit dreispitziger Schneppenhaube um 1730
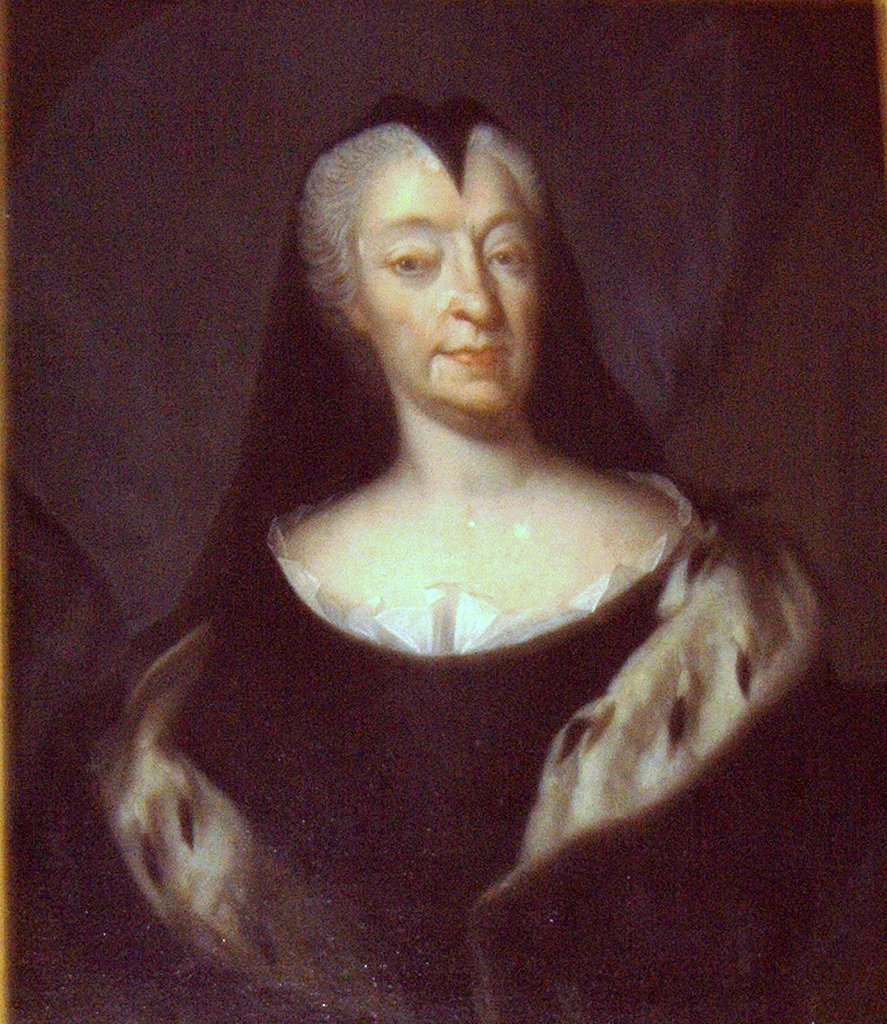
Anna Margaretha von Gemmingen mit einspitziger Schneppenhaube

Schneppenhauben oder Schnabelhauben sind in niederländischen Gemälden des 17. Jhs. und in Trachtenbüchern des 18. Jhs. für Süddeutschland (z. B. Augsburg, Straßburg, Salzburg) dokumentiert. Sie zeichnen sich durch drei spitz zulaufende Ausläufer aus, die von oben in die Stirn bzw. von den Seiten her in die Wangen reichen. Je nach Region und Zeit scheinen die Schneppen an den Haubenrand angeschnitten zu sein oder aber als extra Teil wie ein Haarreif unter der Haube getragen. In manchen Gegenden Preußens und Sachsens wurde die Haubenschneppe bis ins 19. Jh. zur Trauer getragen.

## Witwenschneppe

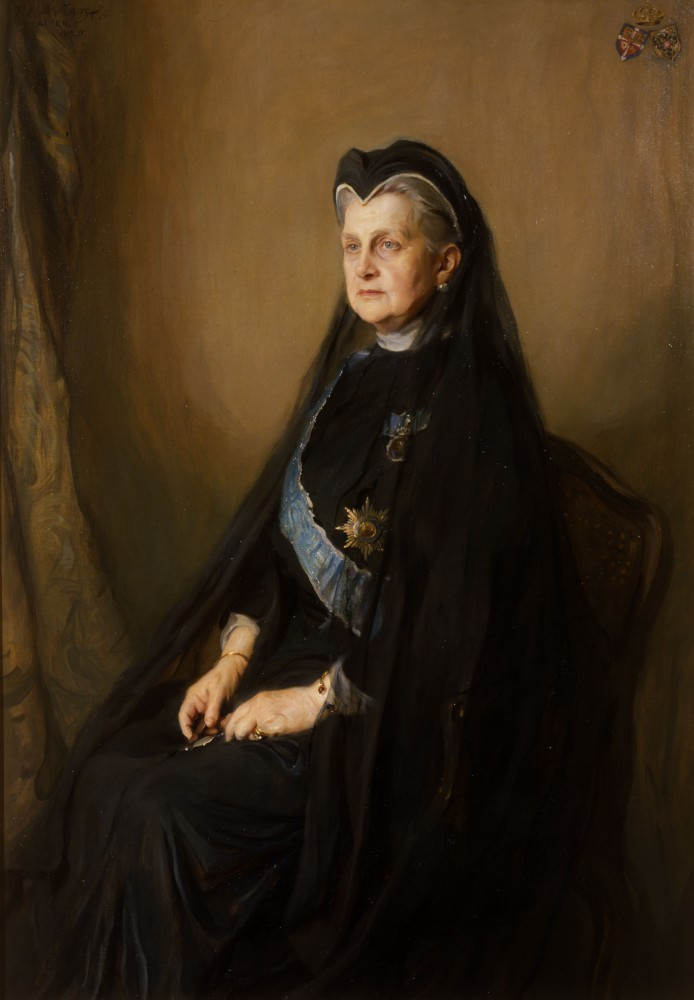
Königinwitwe Olga von Griechenland (1914) mit Witwenschneppe

Die Witwenschneppe wird bis heute vor allem von Damen aus evangelischen Familien des Hohen Adels zu Trauerfeiern getragen (während die katholischen einen schwarzen Spitzenschleier bevorzugen). Nach höfischer Kleiderordnung des 19. Jahrhunderts war die als Kappe gefertigte schwarze Witwenschneppe (oft mit daran befestigtem Gazeschleier) solchen Standesdamen vorbehalten.